# Eberhard IV. (Württemberg)

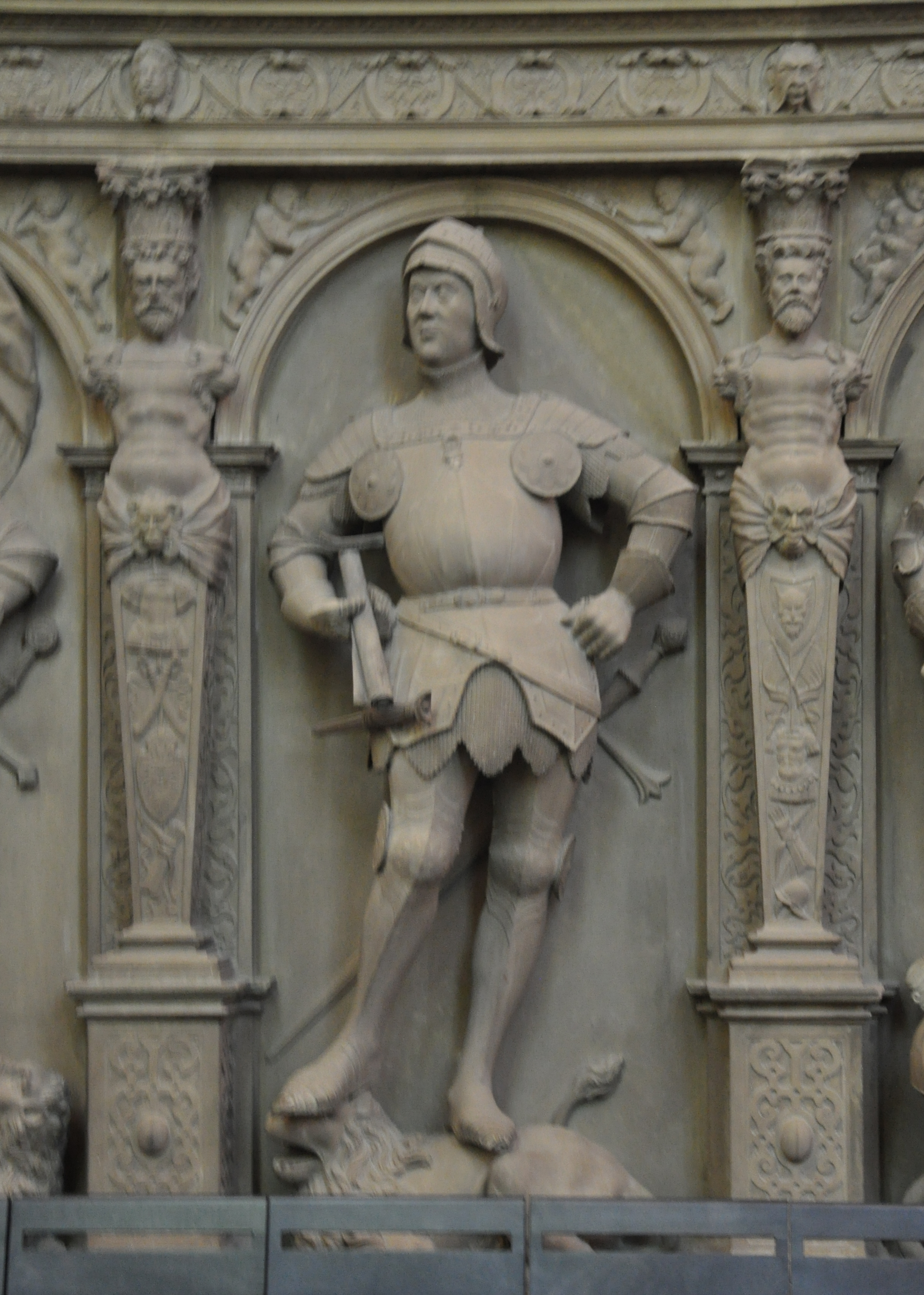
Eberhard IV.

Eberhard IV., genannt der Jüngere (* 23. August 1388; † 2. Juli 1419 in Waiblingen), war Graf von Württemberg.

## Leben
Eberhard IV. war das einzige überlebende Kind aus der Ehe von Graf Eberhard III. und Antonia Visconti. Am 13. November 1397 wurde er mit Henriette von Mömpelgard verlobt. Henriette war die älteste Tochter und Haupterbin Heinrichs von Mömpelgard, der 1396 starb, ein Jahr vor seinem Vater, dem Grafen Stephan von Mömpelgard. Durch die spätestens 1407 geschlossene Ehe wurde die Grafschaft Mömpelgard württembergisch.
Eberhard IV. beteiligte sich ab 1407 aktiv an der Regierung des Landes. Ab 1409 regierte er gemeinsam mit Henriette die Grafschaft Mömpelgard. Nach dem Tod Eberhards III. am 16. Mai 1417 übernahm er die Regierung in ganz Württemberg. Bei seinem Tod am 2. Juli 1419 waren seine beiden Söhne, die späteren Grafen Ludwig I. und Ulrich V., erst sieben beziehungsweise sechs Jahre alt. Deshalb wurde eine Vormundschaftsregierung aus Henriette und bis zu 32 württembergischen Räten eingesetzt.

## Nachkommen
Eberhards Kinder mit Henriette von Mömpelgard waren:
- Anna, * 1408 in Waiblingen, ⚭ 1422 mit Philipp I. von Katzenelnbogen
- Ludwig I., * 1412 in Urach
- Ulrich V. „der Vielgeliebte“, * 1413.

Daneben hatte Eberhard mit seiner Geliebten Agnes von Dagersheim noch mehrere Kinder:
- Antonia von Dagersheim, ⚭ Konrad Lyher, Kanzler in Stuttgart. Aus dieser Ehe ging Elisabeth Lyher hervor, Ehefrau des Markgröninger Vogtes Heinrich Volland, deren Sohn Ambrosius Volland (1472–1551) württembergischer Kanzler, kaiserlicher Rat und Rechtsgelehrter an der Universität Wittenberg war.[2] Über diese Linie ist sie Vorfahrin von Hegel, Schelling, Hölderlin, Uhland, Mörike, Hauff, Kerner...[3]
- Anna von Dagersheim, ⚭ Hans Ferg, genannt Vergenhans, bedienstet am Hof zu Urach. Dieser Verbindung entstammen die Tochter Anna Vergenhans, der Sohn Ludwig Vergenhans (Dr., Probst in Stuttgart, Domherr in Konstanz und Augsburg, Kanzler in Stuttgart) und sein Bruder Johannes Vergenhans.
- Wilhelm von Dagersheim (Bürgermeister von Stuttgart) verheiratet mit Margarethe von Enzberg (Tochter des Bischofs von Speyer). Ihm wurde in der Hospitalkirche in Stuttgart ein Grabstein errichtet mit den württembergischen Hirschstangen und einem Bastardbalken und der Bezeichnung Lediger von Württemberg. Seine Tochter Agnes von Dagersheim heiratete den Stuttgarter Ratsherren Hans Welling und wurde Mutter von Sebastian Welling, dem Stuttgarter Bürgermeister und Mitregent Württembergs während der Vormundschaft für Herzog Ulrich.[4]
- mehrere weitere Kinder